# Bill Dellinger
William Solon Dellinger (Grants Pass, Oregon, 1934. március 23. – 2025. június 27.) olimpiai bronzérmes amerikai futó és atlétikaedző.

## Pályafutása
A versenyzéstől való visszavonulását követően Bill Bowerman helyetteseként az Oregon Ducks munkatársa, majd Bowerman 1972-es nyugdíjba vonulását követően férfiatlétika-vezetőedzője lett. 25 éve alatt a csapat ötször nyerte meg az NCAA bajnokságát, 108 játékosuk nyerte el az All-America elismerést. Dellinger eredménye 134–29. A Pacific-10 Conference többször is az év edzőjének választotta.
Bowerman és Dellinger jelentős szerepet játszott Steve Prefontaine hosszútávfutó felkészítésében, amiről Prefontaine címmel film készült; Dellingert Ed O’Neill alakítja.
Az Adidasszal együttműködve Dellinger Web néven cipőbélelési technológiát dolgozott ki. Több olimpikon (például Mary Decker, Bill McChesney, Alberto Salazar, Matt Centrowitz és Don Clary) felkészítését is segítette.

## Visszavonulása után
1998-ban felmondott az Oregoni Egyetemen, 2000-ben pedig egy sztrókot követően visszavonult. 2001-ben a nemzeti atlétikai dicsőségcsarnok tagja lett. Később feltűnt néhány róla elnevezett atlétikaversenyen.
2021-ben az USA Track and Field legendás edzővé választotta, 2024-ben pedig a U.S. Track & Field and Cross Country Coaches Association dicsőségcsarnokának tagja lett.

## Eredményei
Legjobb eredményei:
- 5000 m – 14:16,2 (1956)
- 1500 m – 3:41,5 (1958)
- 2 mérföld (fedett pályás) – 8:49,9 (1959)
- 3 mérföld (fedett pályás) – 13:37,0 (1959)
- 2 mérföld – 8:43,8 (1960)

## Fordítás
- Ez a szócikk részben vagy egészben  a   Bill Dellinger című angol Wikipédia-szócikk ezen változatának fordításán alapul.  Az eredeti cikk szerkesztőit annak laptörténete sorolja fel. Ez a jelzés csupán a megfogalmazás eredetét és a szerzői jogokat jelzi, nem szolgál a cikkben szereplő információk forrásmegjelöléseként.